# Institut de Hautes Études Internationales et du Développement
Het Institut de Hautes Études Internationales et du Développement (The Graduate Institute of International and Development Studies), kortweg IHEID, is een school voor de studie van internationale betrekkingen en ontwikkeling in Genève, Zwitserland. Ze telt 1092 studenten (2023). Tot en met 2016 was het instituut gelieerd aan de Université de Genève.

## Geschiedenis
Het instituut werd opgericht in 1927 door Paul Mantoux en William Rappard. In de jaren 30 waren wetenschappers zoals Ludwig von Mises, Hans Morgenthau en Hans Kelsen aan het instituut verbonden.

## Departementen en onderzoekscentra
Het IHEID telt zeven departementen (antropologie en sociologie van ontwikkeling; internationale betrekkingen (international relations/political science); internationale economie; internationale geschiedenis; internationaal recht; internationale zaken (international affairs); ontwikkelingsstudies), en biedt master- en doctoraatsopleidingen aan. Voorts organiseert ze ook summer en winter schools aan, alsook een dubbel masterprogramma met Harvard Kennedy School en een versneld masterprogramma met de Yale-universiteit.
De verschillende onderzoekscentra leveren academische bijdragen aan de werkzaamheden aan de internationale organisaties met hoofdkwartier in Genève. 
- Centre on Conflict, Development and Peacebuilding
- Centre for International Environmental Studies
- Centre for Trade and Economic Integration
- Centre for Finance and Development
- Programme for the Study of International Governance
- Global Health Program
- Global Migration Centre
- Albert Hirschman Centre on Democracy
- Small Arms Survey

Ten slotte zijn er een aantal programma's en initiatieven die verbonden zijn aan het IHEID, zoals daar zijn:
- De Geneva Academy of International Humanitarian Law and Human Rights
- Het Institut de Droit International
- De Pierre du Bois Foundation for Contemporary History

## Campus

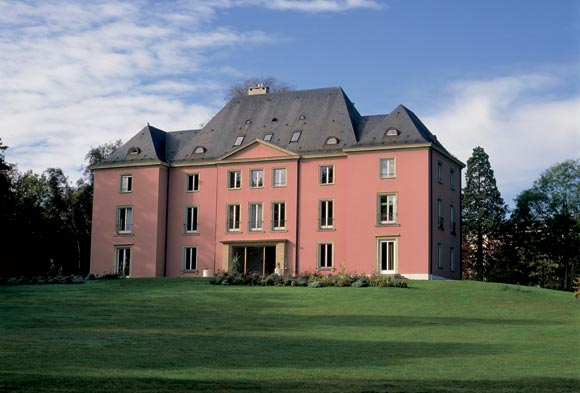
Villa Barton

In 2013 is de nieuwe campus vlak bij het kantoor van de Verenigde Naties geopend, het maison de la paix. Oorspronkelijk vonden de lesactiviteiten plaats in twee historische villa's aan het Meer van Genève, de Villa Barton en Villa Moynier.

## Alumni
Tot de vooraanstaande alumni behoren vooral staatshoofden, politici, nobelprijswinnaars, diplomaten en VN-medewerkers.

### Nobelprijswinnaars
- Kofi Annan — secretaris-generaal van de Verenigde Naties van 1997 tot 2006 (Nobelprijs voor de vrede in 2001) .
- Mohamed ElBaradei — directeur-generaal van het Internationaal Atoomenergieagentschap (Nobelprijs voor de vrede in 2005).
- Leonid Hurwicz — econoom en mathematicus (Nobelprijs voor de economie in 2007).

### Staatshoofden
- Micheline Calmy-Rey — president van Zwitserland in 2011.
- Kurt Furgler — president van Zwitserland in 1977, 1981, en 1985.
- Michel Kafando — interim-president van Burkina Faso in 2015.
- Alpha Oumar Konaré — president van Mali van 1992 tot 2002.
- Hendrik van Luxemburg, groothertog van Luxemburg sinds 2000.
- Jakaya Mrisho Kikwete — president van Tanzania van 2005 tot 2015.

### Politici
- Tom de Bruijn — Nederlands diplomaat en politicus.
- Delia Domingo-Albert — Filipijns minister van Buitenlandse Zaken van 2003 tot 2004.
- Patricia Espinosa — Mexicaans minister van Buitenlandse Zaken van 2006 tot 2012.
- Annemarie Huber-Hotz — Zwitsers Bondskanselier van 2000 tot 2007.
- Sandra Kalniete — Letse minister van Buitenlandse Zaken van 2002 tot 2004.
- Robert McFarlane — nationaal veiligheidsadviseur van de Verenigde Staten van Amerika van 1983 tot 1985.
- Ram Niwas Mirdha — Indiaas minister.
- Kristiina Ojuland — Ests minister van Buitenlandse Zaken van 2002 tot 2005.
- Hans-Gert Pöttering — Duits voorzitter van het Europees Parlement van 2007 tot 2009.

### Verenigde Naties en internationale organisaties
- Rafael Grossi - directeur-generaal van het Internationaal Atoomenergieagentschap (IAEA) van 2019 - heden.
- Jakob Kellenberger — voorzitter van het Internationaal Comité van het Rode Kruis van 2000 tot 2012.
- Eric Suy — Belgisch adjunct-secretaris-generaal van de Verenigde Naties van 1973 tot 1984 en politicus voor N-VA.
- Sérgio Vieira de Mello — hoge commissaris voor de Mensenrechten van de Verenigde Naties van 2002 tot 2003.

### Rechters
- Marc Bossuyt — Belgisch rechter, lid van het Permanent Hof van Arbitrage in Den Haag sinds 2004, voorzitter van het Grondwettelijk Hof  van 2007 tot 2014.
- Abdulqawi Yusuf — Somalisch vicepresident bij het Internationaal Gerechtshof in Den Haag sinds 2015.

### Academische wereld
- Georges Abi-Saab — Egyptisch hoogleraar internationaal recht.
- Saul Friedländer — Israëlisch-Amerikaans hoogleraar Joodse geschiedenis aan UCLA, laureaat Pulitzer Prize in 2008.
- Hans Morgenthau — Duits-Amerikaans hoogleraar internationale betrekkingen en politicologie.

### Privésector en varia
- Léon Lambert — Belgisch bankier.
- Prinses Nora van Liechtenstein — lid van het Internationaal Olympisch Comité.
- María Teresa Mestre — groothertogin van Luxemburg.
- Jacques Piccard — Zwitsers oceanograaf.
- Duarte Pio — Portugese hertog van Bragança en Portugees troonpretendent.
- Brad Smith — voorzitter en chief legal officer van Microsoft.